# Сайгонський договір (1862)

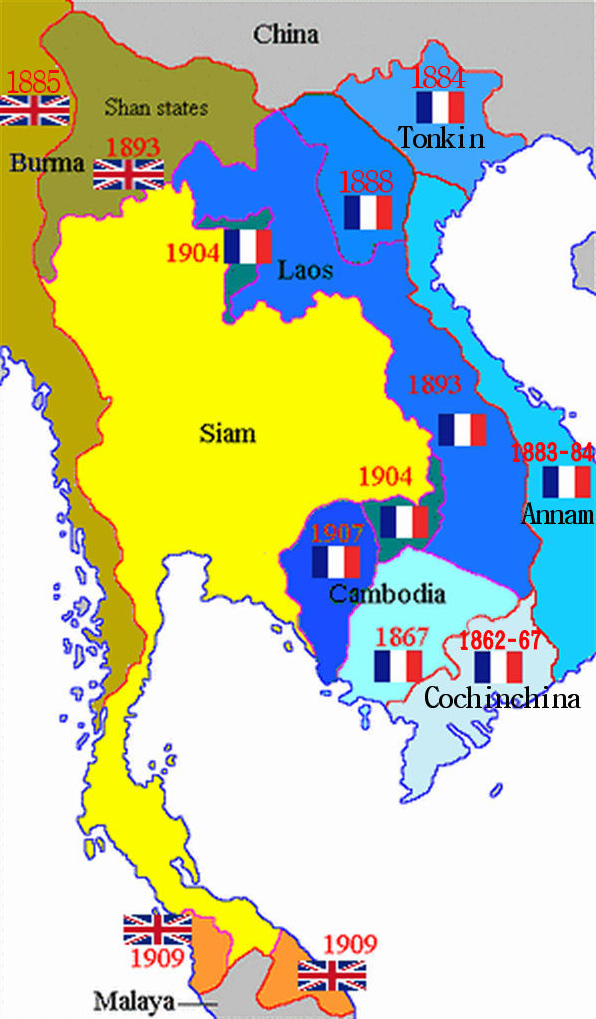
Експансія європейських держав в Індокитаї

Сайгонський договір, також в'єтнамо-франко-іспанський договір 1862 — мирний договір, підписаний 5 червня 1862 в Сайгоні. Завершив перший серйозний військовий етап (1858—1862) конфлікту між В'єтнамом та Францією, яку також підтримала Іспанія.

## Зміст
Договір фактично був першою кабальною угодою, яку Франція, в особі колоніального адміністратора Кохінхіни Луї Адольфа Бонара, змогла нав'язати правлячій династії В'єтнаму — Нгуєнам. Згідно з ним, Франція анексувала три південні провінції Зядінь, Діньтіонг, Б'єнхоа, острів Кондао, які склали французьку колонію Кохінхіна; отримала контрибуції у розмірі 20 млн франків (4 мільйони мексиканських піастрів), домоглася права вільної торгівлі в портах Дананг, Балак, Куанган на річці Меконг, а також суттєво розширила доступ католицьких місіонерів до країни. Крім іншого, Аннам поступився Франції своїми правами на Камбоджу. Франція відразу почала споруджувати Сайгонський порт. Таким чином, Сайгонський договір створив максимально сприятливі умови для подальшого закабалення країни, оскільки новий виток франко-в'єтнамської війни почався вже в 1867. Завершив його другий Сайгонський договір (1874) року. У разі невизначеності верховної в'єтнамської влади, основним народним методом боротьби з французами був партизанський рух. В'єтнамо-франко-іспанський договір 1862 був офіційно замінений договором 1874 «Про мир і союз».